# Bernsdorf (Zwickau)
Pour les articles homonymes, voir Bernsdorf.
Bernsdorf  est une commune de Saxe (Allemagne), située dans l'arrondissement de Zwickau, dans le district de Chemnitz.